# Левицкая-Пахомова, Елена Ивановна
Елена Ивановна Пахомова (урожд. Левицкая) — молдавский журналист, ведущая, сценарист, продюсер, режиссёр, бывший председатель Комиссии по СМИ Совета гражданского общества при Президент Республики Молдова.
Родилась 5 мая 1976 года в городе Кишинёв.
Родители:
— Иван Александрович Левицкий;
— Валентина Ивановна Левицкая.

## Биография
еВ 2000 году окончила художественный факультет Института искусств (Кишинев).
В 2010 году защитила степень магистра в области журналистики (Молдавский государственный университет)
1998 год — репортер новостей телекомпании NIT, автор и ведущая проектов «NITтроглицерин», «С обратной стороны Луны» (д/ф о жизни бездомных детей).
2000 год — репортер новостей телекомпании ОРТ в Молдове.
2007 год — TV7, автор программы «Стоп-кадр» 
2009 год — Publika TV , программный директор, автор проектов «След в истории» , ток-шоу «Заметки на полях», «Vox publika»
2013 год — Первый Приднестровский главный редактор, программный директор 
2016 год — RTR-Moldova, генеральный продюсер 
2017 год — NTV-Moldova, продюсер, автор еженедельной итоговой программы «Механизм действия» 
В 2021 году в качестве администратора SRL Constanta media получила лицензию на вещание телеканала 3,14 TV 

## Общественная деятельность
Автор и координатор социальных кампаний «EU sunt Moldova», «Подари сказку», «Безопасность на дороге», «Ищу тебя, моя семья» и т. д.
В 2018 году возглавила Совет по СМИ Совета гражданского общества при президенте Республики Молдова.
В 2019 году выступала в качестве организатора со стороны Республики Молдова международного телевизионного конкруса ТЭФИ-Содружество

## Фильмография
2009 год — «Антонина Лучинская. Эхо друг друга» 
2016 год — «1918. Бессарабия» 
2017-18 годы — трилогия «История Молдовы»   
2018 год — «Штефан Великий. История Молдовы» 
2019 год — «Ясско-Кишиневская операция. История Молдовы» 
2020 год — «Фильм о фильме. Молдавия в годы Великой Отечественной войны» 
«Путь героя. Иван Солтыс» 

## Награды
2017 год — премия ТЭФИ-Содружество за фильм «1918. Бессарабия» 
2018 год — премия ТЭФИ-Содружество за трилогию «История Молдовы» 
2019 год — Орден республики Молдова Орден «Трудовая слава» (Молдова)

## Семья
В 2019 году развелась с продюсером Виталием Пахомовым.
Дети:
— Александр 2002 г. р.;
— Ульяна 2016 г. р.